# Acanthodelta usitata
Acanthodelta usitata är en fjärilsart som beskrevs av Louis Beethoven Prout 1927. Acanthodelta usitata ingår i släktet Acanthodelta och familjen nattflyn. Inga underarter finns listade i Catalogue of Life.